# La Versanne
La Versanne település Franciaországban, Loire megyében. Lakosainak száma 386 fő (2022. január 1.). La Versanne Bourg-Argental, Saint-Genest-Malifaux, Saint-Régis-du-Coin, Saint-Sauveur-en-Rue, Tarentaise és Thélis-la-Combe községekkel határos.

## Népesség
A település népességének változása:
| Lakosok száma | 321  | 300  | 308  | 354  | 364  | 366  | 373  | 377  | 379  | 386  |
|               | 1968 | 1982 | 1990 | 2006 | 2013 | 2015 | 2017 | 2019 | 2020 | 2022 |